# 祇園新橋 (広島市)
祇園新橋（ぎおんしんばし）は、広島県広島市の太田川にかかる橋。

## 概要
太田川にかかる広島市東区の牛田新町と安佐南区の西原を結ぶ桁橋。国道54号（祇園新道）、アストラムラインが通る。

### 基礎データ
- 橋長：367.9 m
- 幅員：17.9 m

## 歴史
- 1981年（昭和56年）：着工
- 1987年（昭和62年）：下り線開通
- 1991年（平成3年）：上り線開通
- 1994年（平成6年）6月：開通

## 周辺
北にはアストラムラインの祇園新橋北駅、南には同線の不動院前駅がある。
- 広島市立原南小学校
- 比治山大学・比治山大学短期大学部

## 参考資料
- “祇園新橋”. 広島ぶらり散歩. 2016年4月13日時点のオリジナルよりアーカイブ。2024年3月7日閲覧。